# HMS Balm
HMS Balm je bila nedokončana korveta izboljšanega razreda flower, ki je bila za potrebe druge svetovne vojne naročena za Kraljevo vojno mornarico.
Gradnja korvete je bila preklicana 12. novembra 1942.